# Au service du tsar (film, 1929)
Pour les articles homonymes, voir Au service du tsar.
Pour plus de détails, voir Fiche technique et Distribution.
Au service du tsar (Der Adjutant des Zaren) est un film allemand réalisé par Vladimir Strijevski, sorti en 1929.

## Synopsis
Durant la Belle Époque, un officier russe et une jeune fille sans passeport, sont contraints d'occuper un compartiment-couchette.

## Fiche technique
- Titre original : Der Adjutant des Zaren
- Titre français : Au service du tsar
- Réalisation : Vladimir Strijevski
- Scénario : Vladimir Strijevski
- Photographie : Nicolas Toporkoff
- Pays d'origine : Allemagne  République de Weimar
- Format : Noir et blanc - 1,33:1 - Film muet
- Durée : 91 minutes
- Date de sortie : 1929

## Distribution
- Ivan Mosjoukine : prince Boris Kurbski
- Carmen Boni : Helena di Armore
- Eugen Burg : baron Korff
- George Seroff : général Koloboff
- Fritz Alberti : général Trunoff
- Alexander Granach : un étranger